# Kazuari
 Ovo je glavno značenje pojma Kazuari. Za rani germanski narod pogledajte Kazuari (Germani).
Kazuari su porodica ptica neletačica, koja nastava Australiju i Novu Gvineju. Pripadnici te porodice spadaju u red veoma opasnih ptica, koje udarcima izuzetno snažnih nogu mogu usmrtiti manje životinje, a katkad ozbiljno povrijediti i neoprezne ljubitelje ptica, osobito one koji se previše približe njihovim staništima, stacioniranim uglavnom na nadmorskim visinama iznad tisuću metara, u gustišima i na nepristupačnim mjestima. Kazuari su posebice agresivni u razdoblju parenja, a zanimljiva značajka ovih ptica je da mužjaci skrbe o mladima, da ih hrane i nadziru njihov razvitak. Sistematizatori u porodicu pravih kazuara svrstavaju obično tri, niže navedene, vrste.

## Drugi projekti
|  | Zajednički poslužitelj ima još gradiva o temi Kazuari |
|  | Wikivrste imaju podatke o taksonu Kazuari             |